# 俄国社会民主工党
俄国社会民主工党（俄语：Российская социал-демократическая рабочая партия，羅馬化：Rossiyskaya sotsial-demokraticheskaya rabochaya partiya，缩写：РСДРП）是由一群俄国马克思主义者所組成的社会主义政党，前身为1883年由格奥尔基·普列汉诺夫、薇拉·查苏利奇、巴威尔·阿克雪里罗德等在瑞士日内瓦建立的劳动解放社。1898年在明斯克举行的第一次代表大会上由几个政党组织联合成立。1903年，该党分裂为布尔什维克、孟什维克两派。1912年1月，布尔什维克召开布拉格会议，建立独立的中央委员会，与孟什维克决裂。1917年布尔什维克在十月革命中夺取俄國政权，最终演变为苏联共产党。
1903年至1917年，俄国社会民主工党中央委员会下设国外局、俄罗斯局，分别领导海外与俄国内的党组织活动。

## 历届会议
- 俄国社会民主工党第一次代表大会
- 俄国社会民主工党第二次代表大会
- 俄国社会民主工党第三次代表大会
- 俄国社会民主工党第四次代表大会
- 俄国社会民主工党第五次代表大会
- 俄国社会民主工党第六次代表大会